# Liberty Island (cheval)
Liberty Island (en japonais : リバティアイランド) (2020-2025), est un cheval de course japonais, lauréate de la triple couronne des pouliches en 2023.

## Carrière de courses

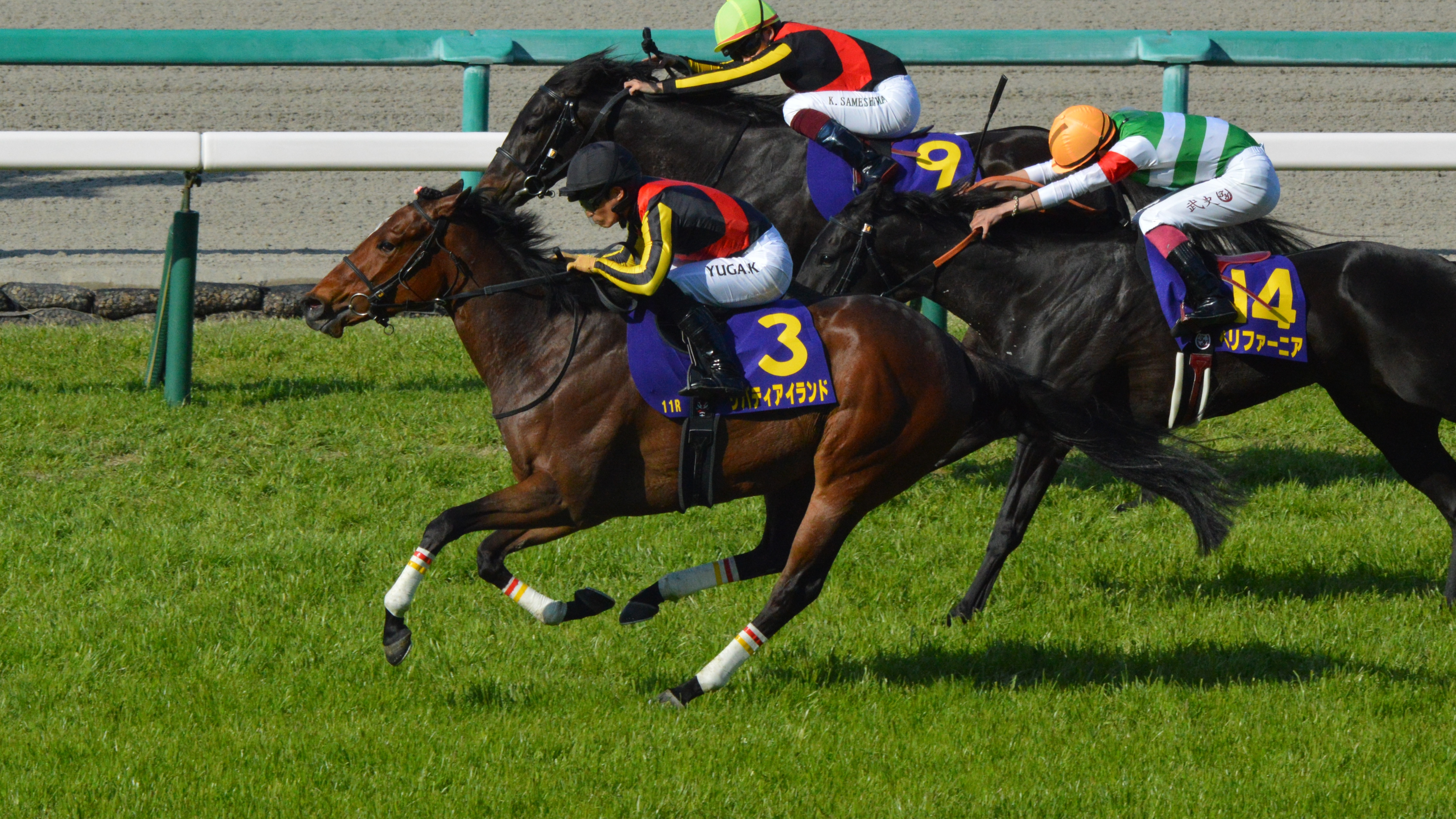
Victoire dans le Oka Shō

Élevée par Northern Farm, l'une des entités de l'empire Yoshida, Liberty Island commence sa carrière à deux ans par une victoire aisée à Niigata, puis s'essaie au niveau des groupes dans les Artemis Stakes. Elle y est battue d'une encolure par une certaine Ravel, laquelle ne remportera plus une course par la suite mais restera la seule pouliche de la génération 2020 à l'avoir devancée. En fin d'année, Liberty Island s'adjuge dans un excellent style le Hanshin Juvenile Fillies, la plus grande course pour les pouliches de 2 ans, qui lui vaut le titre de meilleure pouliche 2 ans de l'année au Japon.
Âgée de 3 ans, Liberty Island rentre directement, et en favorite, dans le Oka Shō, les 1000 Guinées japonaises. Elle remporte la course d'une classe. Lancée sur la route de la triple couronne des pouliches, elle affronte pour la première fois les 2 400 mètres dans le Yūshun Himba, les Oaks, où elle s'envole et laisse ses concurrentes à six longueurs : jamais un tel écart n'avait été enregistré dans cette course. La championne conclut victorieusement le triptyque par un succès facile dans Shūka Shō, ce qui fait d'elle la septième lauréate de la triple couronne.
Assurée du titre de meilleure pouliche de l'année au Japon, il reste à la championne à montrer ce qu'elle vaut face aux mâles et aux chevaux d'âge. Ce sera la Japan Cup où se dresse un épouvantail, le crack Equinox, considéré comme le meilleur cheval du monde. La course est emmenée par Panthalassa, un spécialiste des 2 000 mètres qui tente de s'échapper en prenant une dizaine de longueurs d'avance durant le parcours. Mais à 500 mètres du poteau, Equinox enclenche une formidable accélération et dépose l'opposition. Seule Liberty Island parvient à le suivre, mais de loin seulement, à 4 longueurs du phénomène. Une performance toutefois remarquable, qui lui permet de terminer avec le meilleur rating du monde pour une pouliche de 3 ans (121). 
Pour sa rentrée à 4 ans, Liberty Island s'aligne au départ du Dubaï Sheema Classic, où elle doit affronter Auguste Rodin. Elle prend la troisième place derrière le Godolphin Rebel's Romance et son compatriote Shahryar, puis fait l'impasse sur le printemps et retrouve la compétition à l'automne dans le Tenno Sho. Favorite de l'épreuve, elle y connaît sa première véritable déconvenue : archi-battue, elle laisse les honneurs à Do Deuce. Toutefois, si elle ne parvient pas à renouer avec le succès, LIberty Island n'est pas au bout de ses forces. En décembre, elle débarque à Hong Kong pour y affronter un autre cador du galop mondial, le champion local Romantic Warrior, et quelques aventuriers européens dans la Hong Kong Cup : elle y réalise une belle performance, n'étant devancée par l'intouchable Romantic Warrior.    
De retour à 5 ans, Liberty Island fait comme l'an passé son retour à la compétition du côté de Dubaï, non pas dans le Sheema Classic comme l'an passé, mais sur les 1 800 mètres du Dubaï Turf, une course dont Romantic Warrior, encore lui, est le grand favori. Mais la jument n'y fait que de la figuration, assistant de loin à la défaite d'un nez du Hong Kongais. Hong Kong, LIberty Island y revient pour participer à la Queen Elizabeth II Cup. Mais la course vire au drame : accidentée dans la ligne droite, la jument est victime d'une grave fracture et ne peut être sauvée, connaissant une fin tragique.      

### Résumé de carrière
| Date        | Hippodrome  | Pays        | Course                   | Statut      | Distance    | Jockey      | Place       | Écart       | Vainqueur ou deuxième |
| 2022, 2 ans | 2022, 2 ans | 2022, 2 ans | 2022, 2 ans              | 2022, 2 ans | 2022, 2 ans | 2022, 2 ans | 2022, 2 ans | 2022, 2 ans | 2022, 2 ans           |
| ----------- | ----------- | ----------- | ------------------------ | ----------- | ----------- | ----------- | ----------- | ----------- | --------------------- |
| 30 juillet  | Niigata     | Japon       | Inédits                  |             | 1 600 m     | Yuga Kawada | 1er / 12    | 3           | Cruseiro Do Sul       |
| 29 octobre  | Tokyo       | Japon       | Artemis Stakes           | Gr. 3       | 1 600 m     | Yuga Kawada | 2e / 10     | encolure    | Ravel                 |
| 11 décembre | Hanshin     | Japon       | Hanshin Juvenile Fillies | Gr. 1       | 1 600 m     | Yuga Kawada | 1er / 18    | 1 ½         | Shinryokuka           |
| 2023, 3 ans |             |             |                          |             |             |             |             |             |                       |
| 9 avril     | Hanshin     | Japon       | Oka Shō                  | Gr. 1       | 1 600 m     | Yuga Kawada | 1er / 18    | 3/4         | Kona Coast            |
| 21 mai      | Tokyo       | Japon       | Yūshun Himba             | Gr. 1       | 2 400 m     | Yuga Kawada | 1er / 18    | 6           | Harper                |
| 15 octobre  | Kyoto       | Japon       | Shūka Shō                | Gr. 1       | 2 000 m     | Yuga Kawada | 1er / 18    | 1           | Masked Diva           |
| 26 novembre | Tokyo       | Japon       | Japan Cup                | Gr. 1       | 2 400 m     | Yuga Kawada | 2e / 18     | 4           | Equinox               |
| 2024, 4 ans |             |             |                          |             |             |             |             |             |                       |
| 30 mars     | Meydan      | Dubaï       | Dubaï Sheema Classic     | Gr. 1       | 2 400 m     | Yuga Kawada | 3e / 12     | 3           | Rebel's Romance       |
| 27 octobre  | Tokyo       | Japon       | Tenno Sho (automne)      | Gr. 1       | 2 000 m     | Yuga Kawada | 13 / 15     | 5 ¾         | Do Deuce              |
| 8 décembre  | Sha Tin     | Hong Kong   | Hong Kong Cup            | Gr. 1       | 2 000 m     | Yuga Kawada | 2e / 11     | 1 ½         | Romantic Warrior      |
| 2025, 5 ans |             |             |                          |             |             |             |             |             |                       |
| 5 avril     | Meydan      | Dubaï       | Dubaï Turf               | Gr. 1       | 1 800 m     | Yuga Kawada | 8e / 11     | 3 ¾         | Soul Rush             |
| 27 avril    | Sha Tin     | Hong Kong   | Queen Elizabeth II Cup   | Gr. 1       | 2 000 m     | Yuga Kawada | DNF         |             | Tastiera              |

## Origines
Liberty Island est née dans la pourpre. Elle est issue du champion Duramente, meilleur 3 ans de sa génération en 2015, vainqueur des deux premières épreuves de la triple couronne, le Satsuki Shō et le Tokyo Yushun. Installé à Shadai Farm, Duramente s'est d'emblée révélé comme un étalon de premier plan, obtenant le titre de tête de liste des étalons au Japon en 2023. Il est père notamment des champions Titleholder (Kikuka Shō, Tenno Shō (printemps), Takarazuka Kinen) et Stars on Earth (Oka Shō, Yūshun Himba, et troisième de la Japan Cup derrière Equinox et Liberty Island). Mais il est mort très prématurément, en 2021, à 9 ans, laissant d'intenses regrets.
La mère de Liberty Island est l'Australienne Yankee Rose, l'une des meilleures pouliches de sa génération. Lauréate de groupe 1 à 2 ans (ATC Sires' Produce Stakes), elle prend cette année-là le premier accessit des ATC Golden Slipper Stakes, la plus prestigieuse épreuve pour les 2 ans australiens. À 3 ans, elle confirme en s'adjugeant un second groupe 1, les ATC Spring Champion Stakes, et prend la troisième place du Cox Plate, la course la plus relevée d'Océanie, derrière la légendaire Winx. Acquise à la fin de sa carrière, pour un montant tenu secret, par la famille Yoshida, elle est importée au Japon où elle rencontre la star des étalons, Deep Impact. De leur union nait en 2019 une pouliche, Romneya, qui fait afficher 1,3 million d'euros lors de son passage aux ventes de yearlings, mais s'avérera modeste compétitrice. Yankee Rose, elle, n'avait pas fait grimper les enchères à de telles altitudes. Elle changea de mains, yearling, pour une poignée de dollars australiens, 10 000 en l'occurrence (environ 6 000 €). Son pedigree, en effet, n'incitait pas à la dépense, et sa sœur Miravalle (par Redoute's Choice), qui remporta un groupe 3, n'était pas encore née à l'époque.

### Pedigree
| Origines de Liberty Island (JPN), jument baie née en 2020 | Origines de Liberty Island (JPN), jument baie née en 2020 | Origines de Liberty Island (JPN), jument baie née en 2020 | Origines de Liberty Island (JPN), jument baie née en 2020 |
| --------------------------------------------------------- | --------------------------------------------------------- | --------------------------------------------------------- | --------------------------------------------------------- |
| Père Duramente 2012                                       | King Kamehameha 2001                                      | Kingmambo                                                 | Mr. Prospector                                            |
| Père Duramente 2012                                       | King Kamehameha 2001                                      | Kingmambo                                                 | Miesque                                                   |
| Père Duramente 2012                                       | King Kamehameha 2001                                      | Manfath                                                   | Last Tycoon                                               |
| Père Duramente 2012                                       | King Kamehameha 2001                                      | Manfath                                                   | Pilot Bird                                                |
| Père Duramente 2012                                       | Admire Groove 2000                                        | Sunday Silence                                            | Halo                                                      |
| Père Duramente 2012                                       | Admire Groove 2000                                        | Sunday Silence                                            | Wishing Well                                              |
| Père Duramente 2012                                       | Admire Groove 2000                                        | Air Groove                                                | Tony Bin                                                  |
| Père Duramente 2012                                       | Admire Groove 2000                                        | Air Groove                                                | Dyna Carle                                                |
| Mère Yankee Rose 2013                                     | All American 2005                                         | Red Ransom                                                | Roberto                                                   |
| Mère Yankee Rose 2013                                     | All American 2005                                         | Red Ransom                                                | Arabia                                                    |
| Mère Yankee Rose 2013                                     | All American 2005                                         | Milva                                                     | Strawberry Road                                           |
| Mère Yankee Rose 2013                                     | All American 2005                                         | Milva                                                     | Tersa                                                     |
| Mère Yankee Rose 2013                                     | Condesaar 2004                                            | Xaar                                                      | Zafonic                                                   |
| Mère Yankee Rose 2013                                     | Condesaar 2004                                            | Xaar                                                      | Monroe                                                    |
| Mère Yankee Rose 2013                                     | Condesaar 2004                                            | Condescendance                                            | El Gran Señor                                             |
| Mère Yankee Rose 2013                                     | Condesaar 2004                                            | Condescendance                                            | Condessa (famille 5-h)                                    |